# La Gardav
 (janvier 2025).
La mise en forme du texte ne suit pas les recommandations de Wikipédia : il faut le « wikifier ».
Les points d'amélioration suivants sont les cas les plus fréquents. Le détail des points à revoir est peut-être précisé sur la page de discussion.
- Les titres sont pré-formatés par le logiciel. Ils ne sont ni en capitales, ni en gras.
- Le texte ne doit pas être écrit en capitales (les noms de famille non plus), ni en gras, ni en italique, ni en « petit »…
- Le gras n'est utilisé que pour surligner le titre de l'article dans l'introduction, une seule fois.
- L'italique est rarement utilisé : mots en langue étrangère, titres d'œuvres, noms de bateaux, etc.
- Les citations ne sont pas en italique mais en corps de texte normal. Elles sont entourées par des guillemets français : « et ».
- Les listes à puces sont à éviter, des paragraphes rédigés étant largement préférés. Les tableaux sont à réserver à la présentation de données structurées (résultats, etc.).
- Les appels de note de bas de page (petits chiffres en exposant, introduits par l'outil «  Source ») sont à placer entre la fin de phrase et le point final[comme ça].
- Les liens internes (vers d'autres articles de Wikipédia) sont à choisir avec parcimonie. Créez des liens vers des articles approfondissant le sujet. Les termes génériques sans rapport avec le sujet sont à éviter, ainsi que les répétitions de liens vers un même terme.
- Les liens externes sont à placer uniquement dans une section « Liens externes », à la fin de l'article. Ces liens sont à choisir avec parcimonie suivant les règles définies. Si un lien sert de source à l'article, son insertion dans le texte est à faire par les notes de bas de page.
- La présentation des références doit suivre les conventions bibliographiques. Il est recommandé d'utiliser les modèles {{Ouvrage}}, {{Chapitre}}, {{Article}}, {{Lien web}} et/ou {{Bibliographie}}. Le mode d'édition visuel peut mettre en forme automatiquement les références.
- Insérer une infobox (cadre d'informations à droite) n'est pas obligatoire pour parachever la mise en page.

Pour une aide détaillée, merci de consulter Aide:Wikification.
Si vous pensez que ces points ont été résolus, vous pouvez retirer ce bandeau et améliorer la mise en forme d'un autre article.
Pour plus de détails, voir Fiche technique et Distribution.
La Gardav est un film français réalisé par Thomas Lemoine et Dimitri Lemoine et sorti au cinéma le 5 juin 2024.
Mathieu jeune acteur ambitieux galère pour boucler sa bande démo. Son pote Ousmane lui propose de tourner dans son clip de rap, mais le tournage ne va pas se passer comme prévu.

## Fiche technique
Sauf indication contraire ou complémentaire, les informations mentionnées dans cette section peuvent être confirmées par les bases de données Allociné et IMDb.
- Titre original : La Gardav
- Réalisation : Thomas Lemoine et Dimitri Lemoine
- Scénario : Thomas Lemoine et Christiane Lemoine Vultaggio
- Photographie : Garance Sanders
- Musique : Peppairr O'Mick, Bobdan
- Montage : Anna Cordier
- Son : Clara Lemière, Victor Pierre
- Producteurs : Christiane Lemoine Vultaggio, Dimitri Lemoine, Thomas Lemoine
- Sociétés de production : AuldLands Films (France)
- Société de distribution : Wayna Pitch, AuldLands Film
- Ventes internationales : The Clan Films
- Budget : N/A
- Langue originale : français
- Format : couleur
- Durée : 87 minutes
- Genre : comédie, burlesque, drame[2]
- Pays d'origine :  France
- Date de sortie :
  - France : 5 juin 2024 (sortie nationale)
- Classification :
  - France : tous publics[3]

## Distribution
- Thomas Lemoine : Mathieu Leconte
- Gaël Tavares : Ousmane Dembélé
- Pierre Lottin : Bresson
- Lionnel Astier : le Commissaire
- Melissa Izquierdo : Anna
- Etienne Alaga II : Franky
- Alain Bouzigues : capitaine Perron
- Benjamin Baffie : Courtois
- Lotfi Abdelli : Samy
- Hichem Yacoubi : Nour
- Meledeen Yacoubi: policier de la BAC
- Seny Diabaté : Tedy
- Nassrou M'Lanao : Alban
- Marcelin Tavares : policier de la BAC
- Dimitri Lemoine : policier de la BAC
- Sihem Fettane : directrice de casting

## Production

### Genèse et développement
Ce film est basé sur l'histoire vraie vécue par Thomas Lemoine lors de sa période de garde à vue. Quelque peu chamboulé par cette première expérience, il ressent le besoin de mettre par écrit tout ce qu'il a vécu, vu, entendu et ressenti avant, pendant et après cet épisode.
Il lui a fallu plusieurs semaines avant de partager cette histoire avec sa mère Christiane et son frère Dimitri. Celui-ci, amusé et intrigué par ce récit, y voit aussitôt le potentiel d'un film et encourage Thomas et Christiane à élaborer rapidement le scénario afin de lancer la production de La Gardav.

### Date et lieux de tournage
Le tournage démarre le 29 avril 2023. Il se déroule à 90% dans le 20e arrondissement de Paris et notamment dans la ZAC Saint-Blaise, le Quartier Saint Blaise et l'ancien commissariat.
Les séquences de garde à vue ont été tourné dans les cellules du tribunal de Melun.

### Autour du film
Le film s'est tourné avec une équipe technique à 90% féminine. Une initiative pour offrir une nouvelle visibilité aux femmes techniciennes dans le cinéma, sous-représentées et dénoncées par des associations comme l'Association Femmes & Cinéma ou le Collectif 50/50 notamment.
Le film a été tourné en respectant des valeurs écologiques en respectant les directives d'Ecoprod initiés par le CNC.
Pour la sortie du film, le site Allociné crée pour la première fois la vraie-fausse fiche d'un acteur fictif, celle de l'acteur de Mathieu Leconte, personnage interprété par Thomas Lemoine.
Thomas Lemoine et Dimitri ont refusé de politiser leur film et de surfer sur les clichés inhérents à la police ou sur les banlieues.
Pour faire évoluer les questions sur les conditions de détention en garde à vue, les réalisateurs Thomas Lemoine et Dimitri Lemoine lancent le hastag #balancetagardav pour inviter toutes les personnes ayant vécu une expérience de garde à vue à raconter leur histoire.
Dans le cadre de la sortie de La Gardav, les auteurs Thomas Lemoine, Christiane Lemoine Vultaggio et Dimitri Lemoine ont publié un ouvrage intitulé La Gardav : Le Manuel de Survie, reprenant sous forme pratique certaines thématiques abordées dans le film.
C'est le premier long-métrage de Thomas Lemoine et Dimitri Lemoine et leur première collaboration dans la réalisation d'un film. Auparavant, Thomas Lemoine avait réalisé les films Olivier chez le psy (NRJ Ciné Awards du meilleur court-métrage), Au Soldat Inconnu, le débarquement de Provence et Au Soldat Inconnu, les enfants de la Résistance produits par son frère Dimitri et Christiane Lemoine Vultaggio.

### Référence au cinéma burlesque
Grands fans de cinéma burlesque, Buster Keaton, Charlie Chaplin, Laurel et Hardy, les Marx Brothers, Peter Sellers, Mr Bean, Pierre Richard ou les personnages de François Pignon et de Hubert Bonisseur de La Bath / OSS 117 ont notamment été des sources d'inspiration pour les réalisateurs,,.
Dans une interview, Thomas Lemoine déclare que « le burlesque, c’était un genre quand même peu ou mal exploité, qu’on a voulu un peu dépoussiérer et moderniser. On a été fortement inspirés par Le dictateur de Charlie Chaplin, qui est un chef d’œuvre de cinéma et de l’histoire du cinéma. » [...] « Le côté burlesque permet aussi de sauver tous les personnages. C’est comme ça que l’on évite d’attaquer les uns et les autres et d’aborder le thème de la garde à vue avec bienveillance et de rire tous ensemble plutôt que de diviser. On est là pour divertir, se moquer gentiment des uns et des autres avec leur accord. ».

## Sortie et accueil

### Sortie
Le film est sorti le 5 juin 2024 par le distributeur Wayna Pitch dans 115 salles.
Le 15 octobre 2024, le film sort en VOD et achat digital sur toutes les plateformes,,.
Le 12 février 2025, le film sort en DVD.

#### Diffusions spéciales
Depuis septembre 2024, La Gardav a également été sélectionné par l'association française « Rêve de Cinéma » (anciennement Les Toiles Enchantées), parrainée par Lambert Wilson, qui organise des projections de films dans les hôpitaux et établissements spécialisés pour enfants et adolescents malades ou en situation de handicap. Dans ce cadre, le film a été présenté dans plusieurs structures de soins, en présence de membres de l'équipe du film.

### Critique
En France, le site Allociné propose une note moyenne de 2,9⁄5 basé sur 16 titres de presse.
Le réalisateur français Francis Veber, à qui l’on doit des classiques comme La Chèvre ou Le Dîner de cons, et maintes fois récompensé par les César et nommé aux Oscars, a exprimé son enthousiasme pour La Gardav. Selon lui : «Thomas Lemoine et son équipe démontrent dans La Gardav qu'on peut réussir un très bon film avec un très petit budget. Le peu de moyens est compensé par une passion pour le cinéma et beaucoup de talent. La Gardav m'a fait rire et m'a ému, et j'ai vu dans la performance de Thomas Lemoine une nette parenté avec mon François Pignon.»
La journaliste Anne-Sophie Mercier pour le Canard Enchainé écrit que «tous les clichés sont mis à bas dans ce film de Thomas et Dimitri Lemoine, portés par des dialogues ciselés et des comédiens incroyables. Une mention spéciale pour Lionnel Astier et Alain Bouzigues, un duo de « grands flics » impayable, dans la veine des meilleurs seconds rôles du cinéma français.»
Les critiques de cinéma Thierry Fiorile et Matteu Maestracci de Franceinfo Culture présentent le film comme un « sous-genre de la comédie, le film con, forcément clivant, ça passe ou ça casse, personnellement, j'ai beaucoup aimé le culot et le talent d'acteur de Thomas Lemoine ». Le critique Gilles Tourman de Les Fiches du Cinéma souligne « une comédie vive et maligne sur fond de relation jeunes / police » et la critique Lucie Chiquer de Première note que « par son écriture autant pointue que rafraîchissante, La Gardav réussit une satire moderne du rapport police/banlieue et évite le discours politisé à outrance. Rires assurés ! »
Le critique Augustin Pietron-Locatelli de Télérama est plus nuancé et parle d'une « série de sketchs inégaux, dont une partie seulement fait mouche : les scènes où Mathieu encaisse des coups et en devient un héros burlesque. »